# Galatheanthemum profundale
Galatheanthemum profundale är en havsanemonart som beskrevs av Oscar Henrik Carlgren 1956. Galatheanthemum profundale ingår i släktet Galatheanthemum och familjen Galatheanthemidae. Inga underarter finns listade i Catalogue of Life.